# Maria Maya
Maria Antônia Gigliotti Campos Maya (Río de Janeiro, 29 de junio de 1981),  más conocida por su nombre artístico Maria Maya es una actriz brasileña.

## Filmografía

### Televisión
- 1995 - Cara e Coroa - Nádia
- 1996 - Salsa e Merengue - Kelly Bola
- 1998 - Hilda Furacão - Zora
- 1998 - Você Decide ("Seria Trágico, Se Não Fosse Cômico") -
- 2000 - A Muralha - Moatira
- 2001 - Brava Gente ("Os Mistérios do Sexo") - Iracema
- 2002 - O Quinto dos Infernos - Maria Lélia
- 2002 - Sítio do Picapau Amarelo - Tonica Ventania
- 2003 - Chocolate con pimienta - Liliane Campos Soares (Lili)
- 2004 - Señora del destino - Regina Ferreira da Silva (Regininha)
- 2005 - Levando a Vida - Neidinha
- 2006 - Cobras e Lagartos - Sandra Miranda (Sandrinha)
- 2008 - Casos e Acasos - Sílvia ("O Desejo Escondido")
- 2008 - Toma Lá Dá Cá - Mãe Iraci ("Na Boca do Sapo")
- 2009 - India, una historia de amor - Inês Cadore
- 2011 - Aquele Beijo - Raíssa Barbosa[1]
- 2013 - Rastros de mentiras - Alejandra Reys Moreno[2]

### Cine
- 2009 - Se Eu Fosse Você 2
- 2009 - Tempos de Paz

### Teatro
- 1998–99: Do Outro Lado da Tarde
- 2001: Tudo no Escuro
- 2006: Não Existem Níveis Seguros para o consumo destas Substâncias
- 2009–10: PLAY, sobre sexo, mentiras e videotape
- 2011: A Loba de Ray-Ban
- 2011: Obituário Ideal
- 2012–14: Popcorn
- 2014–16: Adorável Garoto (como directora)